# Cega
Le Cega est un cours d’eau espagnol coulant dans la communauté autonome de Castille-et-León, et un affluent gauche du fleuve le Douro.

## Géographie
Son cours est de 149 km de longueur[réf. nécessaire].

### Bassin versant
Son bassin versant est de 2 579 km2[réf. nécessaire].

## Affluents
Son affluent principal est le Rio Pirón (rg), ~75 km qui conflue sur la commune de Cogeces de Íscar et est de rang de Strahler deux.

### Rang de Strahler
Donc son rang de Strahler est de trois.

## Hydrologie
Son module est de 1,25 m3/s[réf. nécessaire].

## Source de la traduction
- (es) Cet article est partiellement ou en totalité issu de l’article de Wikipédia en espagnol intitulé « Cega » (voir la liste des auteurs).